# Oxeia
Oxeia (o Oxia; Οξεία in greco) è un'isola greca appartenente all'arcipelago delle Echinadi, nel mar Ionio.
Nei pressi dell'isola fu combattuta, il 7 ottobre 1571, la battaglia navale di Lepanto tra la Lega Santa e la flotta dell'impero ottomano.